# Гельфанд Борис Абрамович
Борис Абрамович Гельфанд (народився 24 червня 1968, Мінськ) — шахіст, гросмейстер. Родом з Білорусі, у 1998 р. імігрував до Ізраїлю. Живе у Рішон-ле-Ціоні. Одружений, має дочку. Входить до складу збірної Ізраїлю з шахів.
Віце-чемпіон світу з шахів 2012 року
Його рейтинг на березень 2020 року — 2685 (46-те місце у світі, 1-ше в Ізраїлі).
Гросмейстер з 1989 р. Виграв турніри у Манілі (1990, 1-2 місце разом з Василем Іванчуком (+5 =8 −0), Москві («Меморіал Алехіна», 1992, 1-2-е місце разом з Вішванатаном Анандом), Відні (1996, 1-2-е місце разом з Анатолієм Карповим (+2 =7 −0)), Поланіце Здруй («Меморіал Рубінштейна» 1998 (+4 =5 −0), Памплоні (2004, (+4 =3 −0)), Бермудах (2005, 1-2 місце разом з Пенталою Харікрішною (+2 =8 −0), Білі (2005, 1-2 місця разом з Андрієм Волокітіним (+2 =8 −0) та ін.

## Боротьба за звання чемпіона світу
З 1993 Гельфанд є постійним учасником матчів за звання чемпіона світу. Він дійшов до чвертьфіналу претендентського турніру у 1993 та півфіналу — у 1996. Гельфанд брав участь і в чемпіонатах світу за нокаут-системою в 1998–2004 (найкращий результат — півфіналіст в 1997).
Найуспішнішим в кар'єрі Гельфанда став виступ на чемпіонаті світу у Мексиці у вересні 2007 р. У відбіркових матчах він переміг Рустама Касимджанова та Гату Камського, а на самому чемпіонаті набрав 8 очок з 14 (+3 =10 −1) і розділив друге місце з Володимиром Крамником: позаду Вішванатана Ананда, але попереду Петера Леко, Левона Ароняна, Олександра Морозевича, Олександра Гріщука та Петра Свідлера.
У 2009 році став переможцем кубку світу.

## Хронологія виступів за роками

### 2012
У жовтні 2012 року Борис Гельфанд розділив 1-3 місця з Шахріяром Мамед'яровим та Веселином Топаловим на першому етапі Гран-прі ФІДЕ 2012/2013, що проходив в Лондоні, з результатом 7 з 11 очок (+4-1=6).

### 2013
У березні 2013 року Борис Гельфанд взяв участь в турнірі претендентів за право зіграти в матчі за шахову корону проти чемпіона світу Віші Ананда. В двоколовому турнірі за участі 8 шахістів, Борис зайняв п'яте місце з результатом 6,5 очок з 14 можливих (+2-3=9)
У травні 2013 року Гельфанд з результатом 5,5 з 9 очок (+2-0=7) розділив 1-2 місця на турнірі Меморіал Алехіна.
У червні 2013 року Борис Гельфанд з результатом 6 з 9 очок (+3-0=6) переміг на супертурнірі найвищої 22 категорії Меморіал Таля, випередивши на пів очка лідера світового рейтингу Магнуса Карлсена. Турнірний перфоменс Гельфанда склав 2900 очок.
У липні 2013 року Гельфанд набравши 5 з 11 очок (+2-3=6) та поділивши 9-11 місця на п'ятому етапі Гран-прі ФІДЕ 2012/2013, що проходив в Пекіні, втратив всі шанси пробитися на турнір претендентів на матч за шахову корону 2014 року через цикл турнірів Гран-Прі ФІДЕ 2012/2013.
У серпні 2013 року на кубку світу ФІДЕ поступився в 1/8 фіналу на тай-брейку французу Максиму Ваш'є-Лаграву з рахунком 1½-2½.
У жовтні 2013 року Борис розділив 1-2 місця з Фабіано Каруаною на шостому етапі серії Гран-прі ФІДЕ 2012—2013 років набравши 7 очок з 11 можливих (+4-1=6). В загальному заліку серії гран-прі ФІДЕ Гельфанд з 325 очками посів четверте місце.
У грудні 2013 році Борис Гельфанд дійшов до фіналу турніру з швидких шахів London Chess Classic 2013, де поступився американцеві Хікару Накамурі з рахунком ½ на 1½ очка.

### 2014
У січні 2014 року Борис з результатом 4½ очок з 11 можливих (+2-4=6) зайняв лише 10-е місце на турнірі 20 категорії в Вейк-Ан-Зеє.
У лютому 2014 року на турнірі ХХІІІ категорії Zurich Chess Challenge, який складався з двох частин (класичні та швидкі шахи), Борис Гельфанд посів останнє 6-те місце набравши 4½ очка з 15 можливих.
У серпні 2014 виступаючи на першій дошці в Шаховій олімпіаді, що проходила в Тромсе, Гельфанд набрав 5 очок з 9 можливих (+2-1=6), а збірна Ізраїля посіла 9 місце серед 177 країн.
У жовтні 2014 року Гельфанд разом з Фабіано Каруаною розділив 1-2 місця на першому етапі серії Гран-прі ФІДЕ 2014—2015 років набравши 6½ очок з 11 можливих (+3-1=7).
У листопаді 2014 року з результатом 3½ очок з 11 можливих (+0-4=7) розділив останні 11-12 місця на другому етапі Гран-прі ФІДЕ 2014/2015, що проходив в Ташкенті. Зате зумів реабілітуватися на турнірі "«Меморіал Петросяна», що розпочався через декілька днів у Москві. Набравши 4 очки з 7 можливих (+2-1=4) разом з Левоном Ароняном розділили 3-4 місця, та перемігши Ароняна на тай-брейку, Борис Гельфанд, в підсумку посів 3 місце.
У грудні 2014 року виступаючи на «Всесвітніх інтелектуальних іграх» посів:
 — 9 місце на турнірі з швидких шахів, набравши 3½ очки з 7 можливих (+3-3=1),
 — 10 місце на турнірі з блискавичних шахів, набравши 14½ очок з 30 можливих (+10-11=9),
 — 14 місце на турнірі з «баску», набравши 4 очки з 10 можливих (+4-3=3).

### 2015
У квітня 2015 року у складі збірної Ізраїлю посів 7-е місце на командному чемпіонаті світу, що проходив у вірменському курортному містечку Цахкадзор. Крім того, Борис з показником 50,0 % набраних очок посів 5-е місце серед шахістів, які виступали на першій шахівниці.
У травні 2015 року з результатом 6 очок з 11 можливих (+1-0=10) розділив 4-5 місця на четвертому етапі Гран-прі ФІДЕ 2014/2015, що проходив у Ханти-Мансійську. У загальному заліку серії Гран-прі ФІДЕ 2014/2015 Гельфанд посів 5-е місце (255 очок) та не зумів кваліфікуватися у турнір претендентів на шахову корону, що відбудеться у 2016 році.
У вересні 2015 році на кубку світу ФІДЕ, що проходив у Баку, поступився у першому колі маловідомому чилійському шахісту Крістобалю Вільягрі на тай-брейку з рахунком 1½ на 2½ очки.
У жовтні 2015 року на чемпіонаті світу зі швидких та блискавичних шахів, що проходив у Берліні, посів:
 — 31 місце на турнірі зі швидких шахів, набравши 9 з 15 очок (+5-2=8),
 — 12 місце на турнірі з блискавичних шахів, набравши 13½ з 21 очка (+10-4=7).

### 2016
У березні 2016 року з результатом 6½ очок з 9 можливих (+4-0=5) Гельфанд посів 2-ге місце на 15-му турнірі «Аерофлот опен».
У жовтні 2016 року, набравши 2 очка з 9 можливих (+0-5=4), посів останнє 10-те місце на турнірі «Меморіал Таля», що проходив у Москві.

### 2017
У травні 2017 року з результатом 4½ з 9 очок (+1-1=8) розділив 10-12 місця на другому етапі серії Гран-Прі ФІДЕ 2017 року, що проходив у Москві.
У липні 2017 року розділив 11-14 місця на третьому етапі серії Гран-Прі ФІДЕ 2017 року, що проходив у Женеві. Результат Гельфанда 4½ очки з 9 можливих (+0-0=9).
У листопаді 2017 року, набравши 3 очки з 9 можливих (+1-4=4), посів 17-те місце на четвертому етапі серії Гран-Прі ФІДЕ 2017 року, що проходив у Пальма-де-Майорці. У загальному заліку серії Гран-прі ФІДЕ 2017 року Гельфанд, набравши 32,5 очки посів лише 21-ше місце та не зумів кваліфікуватися у Турнір претендентів 2018 року.

### 2018
На початку лютого 2018 року з результатом 7 очок з 10 (+5-1=4) посів 17-те місце на турнірі Tradewise Gibraltar Chess Festival 2018, що проходив за швейцарською системою за участі 276 шахістів.

## Зміни рейтингу
| На цьому місці має відображатися графік чи діаграма, однак з технічних причин його відображення наразі вимкнено. Будь ласка, не видаляйте код, який викликає це повідомлення. Розробники вже працюють для того, щоби відновити штатне функціонування цього графіка або діаграми. | |
| | На цьому місці має відображатися графік чи діаграма, однак з технічних причин його відображення наразі вимкнено. Будь ласка, не видаляйте код, який викликає це повідомлення. Розробники вже працюють для того, щоби відновити штатне функціонування цього графіка або діаграми. |